# Hapleginella
Hapleginella là một chi ruồi trong họ Chloropidae.